# Ремесленная улица (Москва)
Реме́сленная улица — улица на юге Москвы в районе Бирюлёво Восточное. Берёт начало от Прохладной улицы и заканчивается тупиком вблизи пруда-отстойника «Городня-1». Все дома улицы имеют индекс 115516. Код улицы — 22190.

## История
Ремесленная улица появилась в посёлке Ленино (Царицыно) и в его составе включена в границы Москвы, название утверждено 26 августа 1960 года. Происхождение названия достоверно не установлено.

## Транспорт

### Автобус
По Ремесленной улице наземный общественный транспорт не проходит. Недалеко от улицы подходят автобусы м82, с854.

### Метро
- Станция метро «Царицыно» Замоскворецкой линии.

### Железнодорожный транспорт
- Станция Царицыно Курского направления Московской железной дороги.